# باتل (اسم)
بَاتِل هو اسم علم مذكر من أصل عربي، ومعناه هو قاطع الشيء والمانع نفسه عن التزوج، والبَاتِل هو المتفرغ لعبادة الله.